# 金よう夜きらっと新潟
金よう夜 きらっと新潟（きんようよる きらっとにいがた）は、NHK新潟放送局が新潟県向けに放送している地域情報番組。

## 概要
2000年4月開始。通常ブロック番組である『首都圏情報 ネタドリ!』を差し替えて放送している（同時ネットとなる場合もある）。
内容は、新潟県にまつわる様々なことについて、毎回1つテーマを定め掘り下げていく。このため回によって報道番組になったり、自然番組になったり、紀行番組になったりと、多彩にわたる。新潟局のアナウンサーやキャスターが県内各地をまわり、インタビューをしたり、スタジオでインタビューをしたりする。

## 放送時間
いずれも新潟県内の総合テレビで放送。
本放送
毎週金曜 19:30 - 19:55
内容により20:43まで拡大することがある。
再放送（2010年度）
翌週火曜 11:05 - 11:30
内容により休止する場合がある。 2022年度現在、再放送は日曜日 13:05 - 13:32にて実施中。また内容によっては NHKプラス の関東甲信越の中で取り上げられることもある。

## エピソード
新潟市が本州日本海側初の政令指定都市に移行した2007年4月、当時放送部アナウンス副部長として在籍していた小見誠広アナ（後広島局放送部アナウンス専任部長などを経て、現在松山局）が市長（当時）の篠田昭を新潟局の第1スタジオに招いてインタビューした。これはあくまでも「報道番組」の一例である。

## 特記事項
20時台は通常関東・甲信越地方1都9県ブロック番組（地域情報番組）を放送するが、この番組が拡大した場合は休止となる。その場合は土曜日午前の再放送があればそれで対応することになり、『ろーかる直送便』などでの放送を待つしかない場合もある。

### 歴代の番組
- 新トーキョー人の選択
- いよっ!日本一
- イキだね!わたしの東京時間
- キッチンが走る!
- 首都圏スペシャル